# 里山浩作
里山 浩作（さとやま こうさく、1981年5月31日 - ）は、鹿児島県大島郡笠利町（現：奄美市）出身で尾上部屋（入門時は三保ヶ関部屋）に所属した元大相撲力士。本名同じ。現役時代の体格は身長175cm、体重123kg。血液型はA型。得意手は左四つ、下手投げ。最高位は西前頭12枚目（2007年5月場所・同年7月場所）。現在は年寄・千賀ノ浦。好物はかんきつ類。

## 来歴
奄美の土地を自ら開拓して「里山観葉植物園」を作った父の元に生まれた。笠利町立赤木名中学校へ入学と同時に相撲部へ入部し、その後に進学した鹿児島商業高校でも相撲部に所属して、アマチュア横綱を2度獲得している禧久昭広の指導を受ける。高校卒業後は禧久の母校でもある日本大学へ進学し相撲部に所属。現役力士の大奄美は中学、高校、大学を通じて同窓である。

日大同期には白乃波や豊真将（ただし1年で退部）がいる。全国大会に出場して上位に入賞する活躍を見せたものの、三大タイトルを取れずに幕下付出の資格を得ることはできなかった。しかし、同じく幕下付出の資格を得られなかった白乃波の三保ヶ関部屋への入門が決まったので、日大の先輩である尾上親方（元小結・濱ノ嶋）と話し合って角界入りを決断した。
2004年、大学卒業と同時に三保ヶ関部屋に入門して、3月場所に前相撲から初土俵を踏んだ。序ノ口となった翌5月場所では、同場所において初土俵を踏んだ同部屋の把瑠都との稽古で負傷し、最初の二番相撲を休場するが、その後から出場して全て勝利し、5勝2休の成績を挙げて勝ち越しを果たした。同年9月場所では序二段で7戦全勝の成績を挙げて優勝決定戦へ進出したものの、優勝決定戦では把瑠都に敗れて優勝は逃した。
2005年、幕下へ昇進した1月場所には初めて負け越しを経験したが、翌3月場所から4場所連続で勝ち越し、東幕下4枚目の位置まで番付を上げた同年11月場所でも5勝2敗と勝ち越しを決めた。
2006年、1月場所に新十両へ昇進した。奄美市からの関取は史上初。同年8月には尾上親方が新設した尾上部屋へと移籍した。
2007年、約1年にわたって十両を務めた後の3月場所に東十両4枚目の位置で12勝3敗の成績で初の十両優勝を果たした。翌5月場所に新入幕（西前頭12枚目）するも7勝8敗と負け越し、続く7月場所でも2勝13敗と大敗して、翌9月場所において十両へ陥落（西十両5枚目）した。
2008年、首を痛めたため十両へ陥落した後も調子が上がらず、1月場所において東十両12枚目の位置で6勝9敗と負け越し、翌3月場所では幕下へ陥落（西幕下筆頭）。同年7月場所では6勝1敗の好成績を挙げて優勝決定戦まで進出し、8人でのトーナメントによる優勝決定戦も制して初の幕下優勝を果たした。しかし、その後も十両への復帰は果たせず、長らく幕下での土俵が続いた。
2011年7月場所に西幕下6枚目の位置で5勝2敗と勝ち越しを決め、翌9月場所において3年ぶりに十両へ復帰した。その9月場所は負け越し、続く11月場所は西十両13枚目の地位で土俵に上がり1勝7敗から5連勝する粘りを見せるも最終的に6勝9敗の負け越しを喫し、関取残留を逃した。
2012年1月場所には幕下へ陥落したものの（東幕下筆頭）、翌3月場所に1場所で十両へ復帰し（東十両13枚目）、関取の地位では5年ぶりとなる勝ち越しを決めた。同年7月場所にまたも幕下へ陥落したものの（西幕下2枚目）、翌9月場所において1場所で十両へ復帰（東十両13枚目）。その9月場所では12日目に勝ち越しを決めたが、その德勝龍戦で左足首を痛めて、左足関節外側靱帯損傷で全治1ヶ月という診断を受け、翌13日目からは休場（13日目は不戦敗、8勝5敗2休）。また、本人の勝ち越しが決まると同時に、同場所前に本人が入籍していたことを尾上部屋関東後援会が後援会のFacebookページにて発表した。翌11月場所は東十両11枚目で11勝4敗と勝ち越した。
2013年1月場所は西十両3枚目で再入幕のチャンスだったが、4勝11敗と負け越し。2月16日に東京都内のホテルにて結婚披露宴を行った。同年6月14日に第一子となる長男が誕生している。3月場所は東十両10枚目で9勝6敗と勝ち越し、5月場所は東十両5枚目で再入幕のチャンスとなったが5勝10敗と負け越した。7月場所は西十両8枚目で8勝7敗、9月場所は東十両8枚目で8勝7敗、11月場所では東十両6枚目で10勝5敗と3場所連続の勝ち越しを決め、翌1月場所で2007年7月場所以来の再入幕を決めた。新入幕から幕下陥落にかけて見られた廻しにこだわらない相撲から徹底した前ミツ相撲に転換したことで再入幕を掴んだ。カムバックに要した37場所は、和歌乃山の28場所を抜いて、昭和以降最長ブランクである。1月場所前の2013年12月25日の身体測定では幕内最軽量の123kgという結果が出た。
2014年1月場所で再入幕（西前頭16枚目）、12日目の栃乃若戦に勝った際は決まり手として一本背負いを記録した。幕内では2011年9月場所5日目に磋牙司が栃乃若に決めて以来である。千秋楽の髙安戦で勝てば8勝7敗となり自身初の幕内勝ち越しと技能賞獲得を果たすところだったが、髷を掴んだとして反則負けとなり7勝8敗としてしまい幻に終わった。本人は「日頃の行いが悪いから」と自虐的なコメントをしている。翌3月場所は名目上据え置きの西前頭16枚目の地位が与えられた（関脇が1人増えているので、実質半枚降下）。その場所は4勝11敗と大敗し、翌5月場所は十両に陥落した。西十両5枚目の地位で土俵に上がった5月場所は中日まで2勝6敗と前半は大きく出遅れ、後半追い上げたものの6勝9敗の負け越しに終わった。9月場所は初日から7連勝するなどして9日目に勝ち越しを果たす好調ぶりであったが、11日目の阿夢露戦で負傷したため12日目に「左大腿二頭筋肉離れで約3週間の安静加療を要す見込み」との診断書を提出して場所を途中休場した。里山本人は「踏ん張った際にけがをして、夜から痛みが増した。今場所は体の動きが良かっただけに残念だ」と怪我について話していた。
その後、2015年7月場所と2016年3月場所で幕内の土俵を経験した以外は十両暮らしが続き、2016年7月場所と9月場所で続けて十両での二桁黒星を喫した。11月場所は東十両14枚目と負け越せば幕下陥落がほぼ確定的な地位にまで落ちたが、11日目に勝ち越しを決めるなど十両残留は危なげなかった。しかし13日目からの3連敗が響き、この場所は9勝6敗と平凡な成績に終わった。その後も十両下位に番付を据えていたが、2017年7月場所に3勝12敗と大敗を喫し、30場所続けていた関取の地位を離れることとなった。9月場所は幕下の地位で勝ち越し。11月場所は7番相撲を終えた時点で1勝6敗と精彩を欠くも、千秋楽に十両の大成道との8番目の相撲が組まれ、これに勝利して幸運にも2勝目を手にした。幕下の地位で負け越すのは自身7年ぶりとなる。
2018年は勝ち越しと負け越しが交互に続いたが、9月場所と11月場所を連続で勝ち越した。11月場所13日目（11月23日）の琴鎌谷戦に勝って4勝3敗と勝ち越したのを最後に現役を引退し、同日中に年寄「佐ノ山」襲名が発表された。
2019年9月28日に両国国技館で引退相撲が開催され、断髪式では約300人の関係者が鋏を入れた。関係者では一門の親方や親交のある荒磯、安治川、現役横綱陣や豪栄道、同郷の明生が鋏を入れ、最後は師匠の尾上が止め鋏を入れた。断髪式を終えて「いろいろな人に支えられているのだから感謝の気持ちを忘れないこと。相撲を教える前に、そこです」と語り、既に相撲を始めており引退相撲における取組に指名された6歳の長男に関して「（自分の）意志を継いでくれたら。横綱を目指して頑張ってほしい」と夢を明かした。
2021年4月16日に年寄名跡「千賀ノ浦」を継承・襲名した。貴乃花一門になる前は千賀ノ浦は春日野系の名跡だったが、二所ノ関一門の千賀ノ浦部屋が常盤山部屋に変わった後の襲名は三保ヶ関系である。

## エピソード
- 色黒で彫りの深い顔立ちをしていることから、把瑠都は里山のことを「絶対日本人じゃない」と思ったという。
- 妻は青森・鰺ヶ沢町の名門、丹代道場の館長の娘で、日本大学相撲部に所属していた元女子相撲選手である。2004年にアジア女子選手権優勝（重量級）の実績も残している[11][12]。妻は里山と同様左四つであり、廻しの切り方など妻から勉強した点もあると話している[13]。
- 安美錦と仲が良い。妻が安美錦と幼馴染みという縁があり声をかけられるようになった。2016年9月場所2日目に十両の土俵で初顔合わせ、勝負には敗れたものの、嬉しそうな表情ではあった[14]。
- 2006年3月場所12日目（同年3月23日）の琉鵬戦で、十両では史上初となる伝え反りという決まり手で勝利した。報道では、フィギュアスケートの荒川静香選手の技に例えて「イナバウアー」と形容された。2007年11月場所10日目（同年11月20日）における栃乃花戦でも、自身2回目・十両でも2回目となる伝え反りで勝利している。
- 2014年3月場所5日目に白鵬の横綱土俵入りで露払いを務めた。これは、この日の結びの一番で白鵬と太刀持ちを務めている豊ノ島の取組が組まれたため、豊ノ島が太刀持ちの任務から外されたことに伴う代役である（普段は露払いの臥牙丸が、里山より番付上位であるため太刀持ちに回っている）。横綱土俵入りは通常、横綱と同じ部屋や同じ一門の力士が務める慣例があるため、一門の違う（白鵬は伊勢ヶ濱一門、里山は出羽海一門）力士が務めるのは極めて異例のことであるが、諸事情があって伊勢ヶ濱一門の力士が務められないため、同年2月に行われた把瑠都の断髪式で白鵬の露払いを務めた経験がある里山に大役が回ってきた。
- 2014年3月場所の奮闘ぶりを追ったドキュメンタリー番組『目撃!日本列島「幕尻 里山 - 土俵際の15日 - 」』（NHK総合）が同年4月に放送された。
- 2017年5月場所2日目の北太樹戦では腕を極められながら肩透かしを決めた。この一番については、2017年7月場所前に芸人とタレントとで行われたトークライブでお笑い芸人の藤原大輔（ゆんぼだんぷ）が触れている[15]。
- お笑い芸人のあかつとはとは同い年と言うこともあって、公私共に親交がある。

## 主な成績

### 通算成績
- 通算成績：493勝483敗10休 勝率.505
- 幕内成績：31勝59敗 勝率.344
- 現役在位：88場所
- 幕内在位：6場所

### 各段優勝
- 十両優勝：1回（2007年3月場所）
- 幕下優勝：1回（2008年7月場所）

### 場所別成績
| | 一月場所 初場所（東京） | 三月場所 春場所（大阪） | 五月場所 夏場所（東京） | 七月場所 名古屋場所（愛知） | 九月場所 秋場所（東京） | 十一月場所 九州場所（福岡） |
| --- | ----------------------- | ----------------------- | ----------------------- | --------------------------- | ----------------------- | --------------------------- |
| 2004年 （平成16年） | x                       | （前相撲）              | 西序ノ口10枚目 5–0–2    | 西序二段92枚目 6–1          | 東序二段15枚目 7–0      | 東三段目21枚目 6–1          |
| 2005年 （平成17年） | 西幕下41枚目 3–4        | 西幕下54枚目 5–2        | 東幕下40枚目 5–2        | 東幕下23枚目 5–2            | 西幕下12枚目 6–1        | 東幕下4枚目 5–2             |
| 2006年 （平成18年） | 西十両13枚目 9–6        | 西十両8枚目 9–6         | 東十両4枚目 7–8         | 西十両4枚目 9–6             | 東十両2枚目 6–9         | 西十両5枚目 8–6–1           |
| 2007年 （平成19年） | 東十両3枚目 7–8         | 東十両4枚目 優勝 12–3   | 西前頭12枚目 7–8        | 西前頭12枚目 2–13           | 西十両5枚目 6–9         | 東十両9枚目 6–9             |
| 2008年 （平成20年） | 東十両12枚目 6–9        | 西幕下筆頭 2–5          | 西幕下8枚目 3–4         | 東幕下14枚目 優勝 6–1       | 東幕下3枚目 2–5         | 西幕下9枚目 2–3–2           |
| 2009年 （平成21年） | 東幕下25枚目 4–3        | 西幕下18枚目 5–2        | 東幕下11枚目 4–3        | 東幕下9枚目 2–5             | 東幕下22枚目 6–1        | 東幕下9枚目 2–5             |
| 2010年 （平成22年） | 西幕下19枚目 3–4        | 東幕下26枚目 5–2        | 西幕下15枚目 2–5        | 西幕下30枚目 5–2            | 東幕下15枚目 3–4        | 東幕下19枚目 3–4            |
| 2011年 （平成23年） | 東幕下24枚目 4–3        | 八百長問題 により中止   | 西幕下20枚目 5–2        | 西幕下6枚目 5–2             | 東十両12枚目 7–8        | 西十両13枚目 6–9            |
| 2012年 （平成24年） | 東幕下筆頭 4–3          | 東十両13枚目 8–7        | 東十両10枚目 4–11       | 西幕下2枚目 4–3             | 東十両13枚目 8–5–2      | 東十両11枚目 11–4           |
| 2013年 （平成25年） | 西十両3枚目 4–11        | 東十両10枚目 9–6        | 東十両5枚目 5–10        | 西十両8枚目 8–7             | 東十両8枚目 8–7         | 東十両6枚目 10–5            |
| 2014年 （平成26年） | 西前頭16枚目 7–8        | 西前頭16枚目 4–11       | 西十両5枚目 6–9         | 東十両9枚目 7–8             | 西十両9枚目 9–3–3       | 東十両3枚目 5–10            |
| 2015年 （平成27年） | 西十両7枚目 5–10        | 西十両10枚目 11–4       | 東十両4枚目 9–6         | 西前頭15枚目 5–10           | 西十両4枚目 7–8         | 東十両6枚目 7–8             |
| 2016年 （平成28年） | 西十両6枚目 9–6         | 東前頭15枚目 6–9        | 西十両筆頭 6–9          | 西十両4枚目 5–10            | 西十両9枚目 5–10        | 東十両14枚目 9–6            |
| 2017年 （平成29年） | 西十両11枚目 8–7        | 東十両10枚目 7–8        | 西十両11枚目 7–8        | 東十両13枚目 3–12           | 東幕下7枚目 4–3         | 東幕下5枚目 2–6             |
| 2018年 （平成30年） | 西幕下20枚目 4–3        | 西幕下14枚目 3–4        | 東幕下22枚目 5–2        | 東幕下14枚目 3–4            | 東幕下21枚目 5–2        | 西幕下9枚目 引退 4–3–0      |
| 各欄の数字は、「勝ち-負け-休場」を示す。 優勝 引退 休場 十両 幕下 三賞：敢=敢闘賞、殊=殊勲賞、技=技能賞 その他：★=金星 番付階級：幕内 - 十両 - 幕下 - 三段目 - 序二段 - 序ノ口 幕内序列：横綱 - 大関 - 関脇 - 小結 - 前頭（「#数字」は各位内の序列） |                         |                         |                         |                             |                         |                             |

### 幕内対戦成績
| 力士名 | 勝数 | 負数 | 力士名   | 勝数 | 負数 | 力士名     | 勝数 | 負数 | 力士名 | 勝数 | 負数 |
| ------ | ---- | ---- | -------- | ---- | ---- | ---------- | ---- | ---- | ------ | ---- | ---- |
| 明瀬山 | 0    | 1    | 東龍     | 1    | 0    | 逸ノ城     | 0    | 1    | 岩木山 | 1    | 0    |
| 潮丸   | 1    | 0    | 遠藤     | 1    | 1    | 皇司       | 1    | 1    | 大砂嵐 | 0    | 1    |
| 海鵬   | 0    | 1    | 臥牙丸   | 2    | 1    | 鏡桜       | 2    | 1    | 鶴竜   | 0    | 1    |
| 春日王 | 1    | 0    | 北桜     | 0    | 1    | 北太樹     | 1    | 3    | 旭秀鵬 | 1    | 0    |
| 旭天鵬 | 1    | 0    | 琴勇輝   | 0    | 1    | 佐田の富士 | 1    | 2    | 常幸龍 | 0    | 1    |
| 正代   | 0    | 1    | 青狼     | 0    | 1    | 大栄翔     | 0    | 1    | 大翔丸 | 0    | 1    |
| 貴ノ岩 | 2    | 1    | 髙安     | 0    | 1    | 宝富士     | 0    | 1    | 玉春日 | 1    | 1    |
| 玉鷲   | 1    | 0    | 千代鳳   | 1    | 0    | 千代大龍   | 1    | 1    | 千代丸 | 0    | 1    |
| 出島   | 0    | 1    | 照ノ富士 | 0    | 1    | 時天空     | 1    | 1    | 德勝龍 | 2    | 1    |
| 栃乃洋 | 0    | 2    | 栃乃花   | 0    | 1    | 栃乃若     | 1    | 0    | 豊ノ島 | 0    | 1    |
| 豊響   | 1    | 2    | 白露山   | 1    | 0    | 英乃海     | 0    | 1    | 普天王 | 0    | 2    |
| 寶智山 | 1    | 1    | 北勝力   | 1    | 1    | 舛ノ山     | 0    | 2    | 御嶽海 | 0    | 1    |
| 妙義龍 | 0    | 1    | 嘉風     | 0    | 2    | 龍皇       | 0    | 2    | 露鵬   | 0    | 1    |
| 若の里 | 0    | 1    |          |      |      |            |      |      |        |      |      |

## 改名歴
力士
- 里山 浩作（さとやま こうさく）2004年3月場所 - 2018年11月場所

年寄
- 佐ノ山 浩作（さのやま -）2018年11月23日 - 2021年4月16日
- 千賀ノ浦 浩作（ちがのうら -）2021年4月16日 -